# 吕西凡
吕西凡（1921年—2000年），男，山东莱芜人，中国话剧导演、剧作家，曾任武汉人民艺术剧院副院长，中国戏剧家协会理事。